# Kamarcheh-ye Soflá
Kamarcheh-ye Soflá (persiska: کمرچه سفلی) är en ort i Iran.   Den ligger i provinsen Khorasan, i den nordöstra delen av landet, 800 km öster om huvudstaden Teheran. Kamarcheh-ye Soflá ligger 1 460 meter över havet och antalet invånare är 199.
Terrängen runt Kamarcheh-ye Soflá är kuperad norrut, men söderut är den platt. Terrängen runt Kamarcheh-ye Soflá sluttar norrut. Runt Kamarcheh-ye Soflá är det ganska glesbefolkat, med 35 invånare per kvadratkilometer. Närmaste större samhälle är Do Sang, 13,6 km väster om Kamarcheh-ye Soflá. Omgivningarna runt Kamarcheh-ye Soflá är i huvudsak ett öppet busklandskap.